# Tengengkulon
Tengengkulon is een bestuurslaag in het regentschap Pekalongan van de provincie Midden-Java, Indonesië. Tengengkulon telt 1962 inwoners (volkstelling 2010).